# Гредаро
Гредаро е връх в северния дял на Пирин планина. Той е стръмен и масивен, с височина 2605 метра. Най-високият връх е по едноименния рид Гредаро, който се отделя на северозапад от Муратов връх. На изток от Гредаро и западно от връх Вихрен са разположени Влахинските езера. Те дават началото на Влахинска река – ляв приток на Струма. Ридът Гредаро отделя Влахинския циркус от Георгийския.
Най-лесно до върха се стига през Гергийските езера по тревист склон.